# Quase-Direito
O quase-direito, referido como soft law  e droit mou no direito internacional, corresponde a regras cujo valor normativo é limitado e que não são juridicamente obrigatórias. As regras vinculadas à denominação quase-direito não criam, a priori, obrigações no campo do direito positivo, sendo elas dotadas de linguagem vaga e aberta, que apresentam caráter genérico ou tão somente principio lógico, o que pode não permitir a clara identificação de obrigações específicas e de caráter vinculativo.
Em oposição às normas jurídicas, que são obrigatórias e cujo conteúdo deixa pouca margem para negociação ou repactuação de cláusulas, as normas do quase-direito são flexíveis e permitem interpretações e aplicações adaptadas às necessidades das partes envolvidas num acordo internacional ou submetidas às recomendações de uma agência de autorregulação de caráter internacional.

## Instrumentos
Instrumentos que comportam ou que produzem regras de quase-direito:

### Acordos de cavalheiros
Acordo que compromete pessoalmente, moralmente ou ainda politicamente, mas não juridicamente, diplomatas, chefes de governo ou de Estado ou ainda seus representantes. Estes acordos não comprometem o Estado. O acordo de cavalheiros vigora enquanto mantiverem suas posições de responsabilidade as pessoas que o celebraram.

### Memorandos de entendimento
Um memorando de entendimento pode ser um tratado ou ainda um acordo de cavalheiros. Tudo vai depender do seu conteúdo. De forma geral, são acordos internacionais de cooperação entre dois estados ou agências reguladoras de países diferentes, cuja natureza varia desde a troca de informações públicas (aspectos regulatórios, dados sobre empresas) até o intercâmbio de informações sigilosas para fins investigatórios.

### Declarações
Instrumentos genéricos – escritos ou verbais –que representam atos de um ou vários Estados. As declarações podem ser unilaterais, conjuntas ou multilaterais.

### Atas finais
Instrumento não obrigatório adotado ao final de negociações entre Estados, multilaterais em geral. Os conteúdos de uma ata poderão ser os mais variáveis, podendo designar os processos verbais de negociações internacionais, instrumentos adotados ao final de conferências internacionais, jurídicos ou não, e acordos complementares a um tratado. A ata final de Helsinque, assinada por 35 países da Europa, o objetivo da Ata era estabelecer princípios relativos à defesa dos direitos humanos e de uma cooperação política e econômica na Europa, ilustra este tipo de acordo.

### Agendas e programas de ação
São programas de ação estabelecidos por Estados e que não são obrigatórios ou constrigentes.A Agenda 21, adotada ao final da Conferência do Rio de 1992, exemplifica este tipo de regra.

### Recomendações
São resoluções – de caráter não obrigatório – de organizações internacionais, contendo práticas e princípios a serem adotados pelos Estados membros dessas organizações. O documento elaborado pelo Grupo de Ação Financeiro contra a Lavagem de Dinheiro, o FATF (Financial Action Task Force), é um exemplo que se enquadra no quase-direito.